# Xochitl Torres Small
Xochitl Liana Torres Small (Portland, 15 de noviembre de 1984) es una abogada y política estadounidense del Partido Demócrata, que se desempeñó como miembro de la Cámara de Representantes de los Estados Unidos por el 2.º distrito congresional de Nuevo México entre 2019 y 2021.
Desde el 2021, en la administración del presidente Joe Biden, se desempeña como Subsecretaría de Desarrollo Agrícola del Departamento de Agricultura de los Estados Unidos.

## Biografía

### Primeros años y carrera
Nació el 15 de noviembre de 1984 en Portland (Oregón), hija de Marcos y Cynthia Torres. Se crio en Las Cruces (Nuevo México).
Después de graduarse de Mayfield High School en ausencia mientras obtuvo su diploma de Bachillerato Internacional (IB) de Waterford Kamhlaba United World College en Mbabane (Suazilandia), obtuvo su licenciatura en artes de la Universidad de Georgetown y su título de Juris Doctor en la Universidad de Nuevo México.
Trabajó como representante de área del senador estadounidense Tom Udall de 2009 a 2012. Fue asistente legal federal en el Distrito de Nuevo México de 2015 a 2016. Ella era una abogada de agua en el bufete de abogados Kemp Smith.

### Cámara de Representantes
En las elecciones legislativas de 2018, se postuló como candidata demócrata a la Cámara de Representantes de los Estados Unidos en el 2.º distrito congresional de Nuevo México. El titular republicano, Steve Pearce, se negó a postularse para la reelección con el fin de postularse para gobernador de Nuevo México. Torres Small derrotó a Madeline Hildebrandt en las elecciones primarias del Partido Demócrata y a la candidata republicana Yvette Herrell en las elecciones generales.
Enfrentó una revancha de Herrell en las elecciones del 3 de noviembre de 2020, ganando Herrell.
Fue miembro del Caucus Hispano del Congreso.